# Association pour la gestion des informations sur le risque en assurance
Pour la commune, voir Agira.
L'Association pour la gestion des informations sur le risque en assurance (AGIRA) est un organisme qui recense les antécédents d'assurance automobile en France. Il est créé en février 1984.
Il permet aux assureurs de vérifier les antécédents d’un assuré lors de la souscription d'un contrat afin d'éviter une fausse déclaration.
L'AGIRA gère aussi le Bureau central de tarification (BCT) ainsi que l'Organisme d'Information 4e directive. Pour les sinistres à l'étranger.
L'AGIRA organise la recherche de contrats d'assurance-vie non réclamés en cas de décès du souscripteur.

## Conditions du fichage
Dès qu'un contrat d'assurance est résilié, l'assurance envoie ses données à l'AGIRA qui garde les informations pendant deux ans sauf quand il y a eu des sinistres, dans ce cas les informations sont conservées cinq ans.

## Données fichées par l’AGIRA
L'AGIRA conserve les données relatives aux:
- Identité des souscripteurs et des conducteurs : nom prénom, date de naissance, d'obtention du permis de conduire, adresse.
- Les références de la compagnie à l'origine du fichage : numéro de contrat, date d'effet, nom de la compagnie d'assurance.
- Le ou les véhicules assurés : immatriculation.
- Les sinistres sur les cinq dernières années, que ce soient les vols comme les procès-verbaux d'accidents ainsi que les indemnités allouées aux victimes d'accident corporel.
- La date et le motif de la résiliation.
- Fichier des véhicules assurés